# Luke Walton
Luke Theodore Walton (San Diego, 28 marzo 1980) è un ex cestista e allenatore di pallacanestro statunitense.

## Biografia

### Famiglia
È figlio di Bill Walton, inserito nella Basketball Hall of Fame.
Nel 2013 si è sposato con Bre Ladd.

### Procedimenti giudiziari
Il 22 aprile 2019 è stato accusato di violenza sessuale da parte della giornalista Kelli Tennant.

## Carriera
Walton nel draft NBA 2003 è stato selezionato come 32ª scelta dai Los Angeles Lakers. Nella sua stagione da rookie, viene inserito in un roster stellare, composto dal duo Shaq-Kobe e i futuri hall-of-famer Karl Malone e Gary Payton; durante le finali NBA 2003-04, in gara-2 contro i Detroit Pistons, è entrato dalla panchina e con 8 assist contribuisce alla rimonta dei Lakers (sotto di 6 punti a meno di 2 minuti dalla fine dei regolamentari), ottenendo l'unica vittoria nelle 5 partite della serie.
Nella stagione 2004-05 i Lakers perdono Phil Jackson, Shaquille O'Neal, Gary Payton e concludono la stagione con un record di 34-48, esclusi dai play-off dopo 10 anni. Per Luke, il minutaggio e l'impiego sale rispetto alla stagione di esordio.
Il suo momento clou in carriera lo ha avuto nella gara-4 dei play-off 2005-06 contro i Phoenix Suns dove a 6,1 secondi della fine del 4º quarto con il risultato di 98 a 97 per i Suns, palla in mano a Steve Nash, Walton si getta su di lui e riesce a contendergli la palla. Nella contesa Walton devia la palla verso Kobe Bryant che a 1 secondo mette il tiro da due della vittoria. Attualmente la sua miglior stagione regolare è stata quella del 2006-07 dove ha giocato per tutte le 60 partite da titolare e saltando le altre 22 per infortuni alla caviglia. Mentre la serie più positiva ai play-off è stata nell'edizione 2005-06. Da allora il minutaggio concessogli dal rientrante coach Phil Jackson è notevolmente diminuito. Nonostante ciò, raggiunge 3 finali NBA consecutive tra il 2008 ed il 2010, vincendo 2 titoli contro gli Orlando Magic ed i Boston Celtics.
Nella stagione 2010-11, raccoglie 54 presenze in regular season, fermandosi con la squadra al secondo turno dei playoffs, sconfitto dai futuri campioni dei Dallas Mavericks per 4-0. La stagione 2011-12 inizia a dicembre causa lock-out: il 15 marzo viene scambiato sul mercato insieme a Jason Kapono; i due vanno a rinforzare il roster dei Cleveland Cavaliers, in cambio di Ramon Sessions e Christian Eyenga.
Disputa l'ultima stagione da giocatore (2012-13), collezionando 50 partite in regular season subentrando sempre dalla panchina.

## Allenatore

### Golden State Warriors
Inizia la carriera da assistente allenatore ai Golden State Warriors nella stagione 2014-15 come vice di Steve Kerr.
Nel novembre del 2015 vince l'NBA Coach of the Month Award della Western Conference, nonostante ufficialmente fosse il vice di Steve Kerr (temporaneamente fuori per un'operazione alla schiena). Sempre ai Golden State Warriors, allenando da vice prima e da head coach durante la temporanea pausa di Steve Kerr dopo, riuscirà ad ottenere uno strepitoso e storico 24-0 nelle prime 24 uscite in NBA della stagione 2015/16.

### Los Angeles Lakers
Il 30 aprile 2016 ha annunciato che allenerà i Los Angeles Lakers nella stagione 2016-17. Il 12 aprile 2019 ha annunciato le sue dimissioni dalla franchigia.

### Sacramento Kings
Appena un giorno dopo avere lasciato i Lakers, firma con i Sacramento Kings. Tra l'altro ai Kings ritrova (in veste di G.M.) Vlade Divac, suo ex compagno di squadra ai Lakers nel 2004-2005 al suo ultimo anno di carriera.

## Statistiche

### College
| Anno      | Squadra          | PG  | PT | MP   | TC%  | 3P%  | TL%  | RP  | AP  | PRP | SP  | PP   |
| --------- | ---------------- | --- | -- | ---- | ---- | ---- | ---- | --- | --- | --- | --- | ---- |
| 1999-2000 | Arizona Wildcats | 34  | 19 | 25,5 | 35,3 | 20,0 | 71,2 | 4,1 | 3,9 | 1,1 | 0,6 | 5,7  |
| 2000-2001 | Arizona Wildcats | 36  | 6  | 20,4 | 42,0 | 22,0 | 67,2 | 3,9 | 3,2 | 1,1 | 0,3 | 5,5  |
| 2001-2002 | Arizona Wildcats | 31  | 31 | 36,7 | 47,0 | 28,3 | 68,2 | 7,3 | 6,3 | 1,6 | 0,6 | 15,7 |
| 2002-2003 | Arizona Wildcats | 28  | 28 | 27,6 | 42,0 | 38,4 | 67,8 | 5,6 | 5,1 | 0,9 | 0,3 | 10,8 |
| Carriera  | Carriera         | 129 | 84 | 27,2 | 42,6 | 28,4 | 68,5 | 5,1 | 4,5 | 1,2 | 0,4 | 9,1  |

### NBA
| † | Indica le stagioni in cui ha vinto il titolo NBA |

#### Regular Season
| Anno       | Squadra             | PG  | PT  | MP   | TC%  | 3P%  | TL%  | RP  | AP  | PRP | SP  | PP   |
| ---------- | ------------------- | --- | --- | ---- | ---- | ---- | ---- | --- | --- | --- | --- | ---- |
| 2003-2004  | L.A. Lakers         | 72  | 2   | 10,1 | 42,5 | 33,3 | 70,5 | 1,8 | 1,6 | 0,4 | 0,1 | 2,4  |
| 2004-2005  | L.A. Lakers         | 61  | 5   | 12,6 | 41,1 | 26,2 | 70,8 | 2,3 | 1,5 | 0,4 | 0,2 | 3,2  |
| 2005-2006  | L.A. Lakers         | 69  | 6   | 19,3 | 41,2 | 32,7 | 75,0 | 3,6 | 2,3 | 0,6 | 0,2 | 5,0  |
| 2006-2007  | L.A. Lakers         | 60  | 60  | 33,0 | 47,4 | 38,7 | 74,5 | 5,0 | 4,3 | 1,0 | 0,4 | 11,4 |
| 2007-2008  | L.A. Lakers         | 74  | 31  | 23,4 | 45,0 | 33,3 | 70,6 | 3,9 | 2,9 | 0,8 | 0,2 | 7,2  |
| 2008-2009† | L.A. Lakers         | 65  | 34  | 17,9 | 43,6 | 29,8 | 71,9 | 2,8 | 2,7 | 0,5 | 0,2 | 5,0  |
| 2009-2010† | L.A. Lakers         | 29  | 0   | 9,4  | 35,7 | 41,2 | 50,0 | 1,3 | 1,4 | 0,3 | 0,0 | 2,4  |
| 2010-2011  | L.A. Lakers         | 54  | 0   | 9,0  | 32,8 | 23,5 | 70,0 | 1,2 | 1,1 | 0,2 | 0,1 | 1,7  |
| 2011-2012  | L.A. Lakers         | 9   | 0   | 7,2  | 42,9 | 0,0  | 0,0  | 1,6 | 0,6 | 0,2 | 0,0 | 1,3  |
| 2011-2012  | Cleveland Cavaliers | 21  | 0   | 14,2 | 35,3 | 43,8 | 0,0  | 1,7 | 1,4 | 0,1 | 0,0 | 2,0  |
| 2012-2013  | Cleveland Cavaliers | 50  | 0   | 17,1 | 39,2 | 29,9 | 50,0 | 2,9 | 3,3 | 0,8 | 0,3 | 3,4  |
| Carriera   | Carriera            | 564 | 138 | 17,2 | 42,9 | 32,6 | 71,5 | 2,8 | 2,3 | 0,6 | 0,2 | 4,7  |

#### Play-off
| Anno     | Squadra     | PG | PT | MP   | TC%  | 3P%  | TL%  | RP  | AP  | PRP | SP  | PP   |
| -------- | ----------- | -- | -- | ---- | ---- | ---- | ---- | --- | --- | --- | --- | ---- |
| 2004     | L.A. Lakers | 17 | 0  | 7,9  | 34,5 | 38,5 | 70,0 | 1,3 | 1,5 | 0,4 | 0,1 | 1,9  |
| 2006     | L.A. Lakers | 7  | 7  | 33,6 | 45,8 | 36,4 | 100  | 6,4 | 1,7 | 1,0 | 0,1 | 12,1 |
| 2007     | L.A. Lakers | 5  | 5  | 25,6 | 38,9 | 41,7 | 75,0 | 4,2 | 2,6 | 1,4 | 0,2 | 7,2  |
| 2008     | L.A. Lakers | 21 | 0  | 16,8 | 45,4 | 42,3 | 72,2 | 2,6 | 2,0 | 0,5 | 0,2 | 6,0  |
| 2009†    | L.A. Lakers | 21 | 0  | 15,8 | 42,7 | 31,3 | 61,1 | 2,5 | 2,1 | 0,7 | 0,1 | 3,8  |
| 2010†    | L.A. Lakers | 16 | 0  | 6,0  | 30,4 | 22,2 | 50,0 | 0,5 | 0,9 | 0,1 | 0,1 | 1,1  |
| 2011     | L.A. Lakers | 1  | 0  | 4,0  | 0,0  | 0,0  | 0,0  | 1,0 | 0,0 | 0,0 | 0,0 | 0,0  |
| Carriera | Carriera    | 88 | 12 | 14,6 | 42,0 | 36,0 | 70,1 | 2,3 | 1,7 | 0,5 | 0,1 | 4,3  |

### Record personali
- Minuti giocati: 50 vs. Charlotte Hornets (29 dicembre 2006)[11]
- Punti: 25 vs. Atlanta Hawks (8 dicembre 2006)
- Assist: 12 vs. New York Knicks (4 marzo 2013)
- Rimbalzi totali: 12 vs. Sacramento Kings (15 aprile 2005)
- Rimbalzi difensivi: 9 (2 volte)
- Rimbalzi offensivi: 7 vs. Charlotte Hornets (29 dicembre 2006)
- Palle rubate: 5 vs. Charlotte Hornets (29 dicembre 2006)
- Stoppate: 2 (9 volte)

### NBA
| † | Indica le stagioni in cui ha vinto il titolo NBA |

#### Allenatore
| Stagione | Squadra          | Regular Season | Regular Season | Regular Season | Regular Season | Regular Season         | Post Season      |
| Stagione | Squadra          | V              | P              | % V            | G              | Posizione finale       | Post Season      |
| -------- | ---------------- | -------------- | -------------- | -------------- | -------------- | ---------------------- | ---------------- |
| 2016-17  | L.A. Lakers      | 26             | 56             | 31,7           | 82             | 4º in Pacific Division | Manca i play-off |
| 2017-18  | L.A. Lakers      | 35             | 47             | 42,7           | 82             | 3º in Pacific Division | Manca i play-off |
| 2018-19  | L.A. Lakers      | 37             | 45             | 45,1           | 82             | 4º in Pacific Division | Manca i play-off |
| 2019-20  | Sacramento Kings | 31             | 41             | 43,1           | 72             | 4º in Pacific Division | Manca i play-off |
| 2020-21  | Sacramento Kings | 31             | 41             | 43,1           | 72             | 5º in Pacific Division | Manca i play-off |
| 2021-22  | Sacramento Kings | 6              | 11             | 35,3           | 17             | -                      | -                |
|          | Carriera         | 166            | 241            | 40,8           | 407            |                        |                  |

## Palmarès
- Campionato NBA: 2

Los Angeles Lakers: 2009, 2010